# Centro de Queensland
O Centro de Queensland ou Queensland Central é uma divisão geográfica ambígua de Queensland (um estado da Austrália) que se concentra na costa leste, ao redor do Trópico de Capricórnio. Seu principal centro regional é Rockhampton. A região se estende da Costa de Capricórnio, a oeste, até o Planalto Central de Emerald, ao norte até o limite sul do Conselho Regional de Mackay e ao sul até Gladstone. A região também é conhecida como Capricórnia. É uma das principais regiões exportadoras de carvão da Austrália.
No censo australiano de 2011, a região registrou uma população total de 233.931 habitantes.